# Evidencia empírica
Evidencia empírica para una proposición es evidencia, es decir, lo que apoya o refuta esta proposición, que está constituida por o accesible a experiencia sensorial o procedimiento experimental. Evidencia empírica tiene una importancia fundamental para las ciencias y desempeña un papel en varios otros campos, como la epistemología y el derecho.
No existe un acuerdo general sobre cómo definir los términos evidencia y empírico. A menudo, diferentes campos trabajan con concepciones bastante diferentes. En la epistemología, la evidencia es lo que justifica las creencias o lo que determina si sostener una cierta creencia es racional. Esto solo es posible si la evidencia está en posesión de la persona, lo que ha llevado a varios epistemólogos a concebir la evidencia en forma de estados mentales privados como experiencias u otras creencias. En la filosofía de la ciencia por otro lado, evidencia se entiende como lo que confirma o desconfirma hipótesis científicas y arbitra entre teorías en competencia. Para este papel, es importante que evidencia sea pública y no controvertida, como objetos o eventos físicos observables y a diferencia de los estados mentales privados, para que evidencia pueda fomentar el consenso científico. El término empírico proviene del griego ἐμπειρία (empeiría), es decir, 'experiencia'. En este contexto, suele entenderse como lo que es observable, en contraste con los objetos inobservables o teóricos. En general, se acepta que la percepción sin ayuda técnica constituye observación, pero se discute hasta qué punto los objetos accesibles solo a la percepción con ayuda técnica, como las bacterias vistas a través de un microscopio o los positrones detectados en una cámara de niebla, deben considerarse observables.
Evidencia empírica es esencial para el conocimiento a posteriori o empírico, un conocimiento cuya justificación o falsificación depende de la experiencia o el experimento. El conocimiento a priori, por otro lado, se ve como innato o justificado por la intuición racional y, por lo tanto, como no dependiente de la evidencia empírica. El racionalismo acepta plenamente que hay conocimiento a priori, que es o rechazado rotundamente por el empirismo o aceptado solo de manera restringida como conocimiento de las relaciones entre nuestros conceptos, pero no como perteneciente al mundo externo.
La evidencia científica está estrechamente relacionada con la evidencia empírica, pero no todas las formas de evidencia empírica cumplen las normas dictadas por los métodos científicos. Las fuentes de evidencia empírica a veces se dividen en observación y experimentación, con la diferencia de que solo la experimentación implica manipulación o intervención: los fenómenos se crean activamente en lugar de observarse pasivamente.

## Definición
Una cosa es evidencia para una proposición si apoya epistémicamente esta proposición o indica que la proposición apoyada es verdadera. Evidencia es empírica si está constituida por o accesible a la experiencia sensorial. Hay varias teorías en competencia sobre la definición exacta de los términos "evidencia" y "empírico". Diferentes campos, como la epistemología, las ciencias o el sistema jurídico suelen asociar diferentes conceptos con estos términos. Una distinción importante entre las teorías de evidencia es si identifican la evidencia con estados mentales privados o con objetos físicos públicos. Con respecto al término "empírico", existe una disputa sobre dónde trazar la línea entre objetos observables o empíricos en contraste con objetos inobservables o meramente teóricos.

### Evidencia
El concepto de evidencia tiene una importancia central en la epistemología y en la filosofía de la ciencia, pero desempeña papeles diferentes en estos dos campos. En la epistemología, la evidencia es lo que justifica las creencias o lo que determina si mantener una cierta actitud doxástica es racional. Por ejemplo, la experiencia de oler humo justifica o hace racional mantener la creencia de que algo se está quemando. Por lo general, se sostiene que para que la justificación funcione, la evidencia tiene que estar en posesión del creyente. La forma más sencilla de explicar este tipo de posesión de evidencia es sostener que la evidencia consiste en los estados mentales privados que posee el creyente. Algunos filósofos restringen la evidencia aún más, por ejemplo, a solo estados mentales conscientes, proposicionales o fácticos. Restringir la evidencia a los estados mentales conscientes tiene la consecuencia implausible de que muchas creencias cotidianas sencillas serían injustificadas. Por eso es más común sostener que todo tipo de estados mentales, incluidas las creencias almacenadas, pero actualmente inconscientes, pueden actuar como evidencia. Varios de los roles desempeñados por la evidencia en el razonamiento, por ejemplo, en el razonamiento explicativo, probabilístico y deductivo, sugieren que evidencia tiene que ser de naturaleza proposicional, es decir, que se expresa correctamente mediante verbos de actitud proposicional como "creer" junto con una oración usando "que", como "que algo se está quemando". Pero esto va en contra de la práctica común de tratar las experiencias sensoriales no proposicionales, como dolores corporales, como evidencia. Sus defensores a veces lo combinan con la opinión de que evidencia tiene que ser fáctica, es decir, que solo las actitudes hacía proposiciones verdaderas constituyen evidencia. Según este punto de vista, no hay evidencia engañosa. Por lo tanto, la experiencia olfativa del humo en el ejemplo anterior contaría como evidencia si fue producida por un fuego, pero no si fue producida por un generador de humo. Esta posición tiene problemas para explicar por qué sigue siendo racional que el sujeto crea que hay un fuego a pesar de que la experiencia olfativa no puede considerarse evidencia.
En la filosofía de la ciencia, se entiende por evidencia lo que confirma o desconfirma las hipótesis científicas y arbitra entre teorías en competencia. Las mediciones de la órbita "anómala" de Mercurio, por ejemplo, constituyen evidencia que desempeña el papel de árbitro neutral entre la teoría de la gravitación de Newton y la de Einstein al confirmar la teoría de Einstein. Para el consenso científico, es fundamental que evidencia sea pública y no controvertida, como objetos o eventos físicos observables y a diferencia de los estados mentales privados. De este modo, puede actuar como una base compartida por los defensores de las teorías en competencia. Dos asuntos que amenazan este papel son el problema de la subdeterminación y la carga teórica. El problema de la subdeterminación tiene que ver con el hecho de que la evidencia disponible a menudo proporciona el mismo apoyo a cualquiera de las teorías y, por lo tanto, no puede arbitrar entre ellas. La carga teórica se refiere a la idea de que la evidencia ya incluye suposiciones teóricas. Estas suposiciones pueden impedir que actúe como árbitro neutral. También puede conducir a una falta de evidencias compartidas si los científicos diferentes no comparten estas suposiciones. Thomas Kuhn es un importante defensor de la posición de que la carga teórica en relación con los paradigmas científicos juega un papel central en la ciencia.

### Evidencia empírica
La visión tradicional propone que evidencia es empírica si está constituida por o accesible a la experiencia sensorial. Esto implica experiencias que surgen de la estimulación de los órganos sensoriales, como experiencias visuales o auditivas, pero el término se usa a menudo en un sentido más amplio que incluye recuerdos e introspección. Suele considerarse que excluye experiencias puramente intelectuales, como la visión o intuición racional que se utiliza para justificar principios básicos lógicos o matemáticos. Los términos "empírico" y "observable" están estrechamente relacionados y a veces se utilizan como sinónimos.
Hay un debate activo en la filosofía de la ciencia contemporánea sobre lo que debe considerarse observable o empírico en contraste con los objetos inobservables o meramente teóricos. Existe un consenso general de que los objetos cotidianos, como libros o casas, son observables, ya que son accesibles a través de la percepción sin ayuda técnica. Pero el desacuerdo comienza con objetos que solo son accesibles a través de la percepción con ayuda técnica, como usar telescopios para estudiar galaxias distantes, usar microscopios para estudiar bacterias o usar cámaras de niebla para estudiar positrones. Así que la pregunta es si las galaxias distantes, las bacterias o los positrones deben considerarse objetos observables o meramente teóricos. Algunos incluso sostienen que cualquier proceso de medición de una entidad debe considerarse una observación de esta entidad. En este sentido, el interior del sol es observable, ya que se pueden detectar los neutrinos que se originan allí. La dificultad de este debate es que hay una continuidad de casos que van desde observar algo a simple vista, a través de una ventana, a través de un par de gafas, a través de un microscopio, etc. Debido a esta continuidad, trazar la línea entre dos casos adyacentes cualquiera parece ser arbitrario. Una forma de evitar estas dificultades es sostener que es un error identificar lo empírico con lo observable o sensible. En cambio, se ha sugerido que evidencia empírica puede incluir entidades inobservables siempre que sean detectables a través de mediciones adecuadas. Un problema con este enfoque es que se aleja bastante del significado original de "empírico", que contiene la referencia a la experiencia.

## Conceptos relacionados

### Conocimientoa posterioriya priori
Se dice que el conocimiento o la justificación de una creencia es a posteriori si se basa en evidencia empírica. A posteriori se refiere a lo que depende de la experiencia (lo que viene después de la experiencia), en contraste con a priori, que significa lo que es independiente de la experiencia (lo que viene antes de la experiencia). Por ejemplo, la proposición de que "ningún soltero es un hombre casado" es conocible a priori, ya que su verdad solo depende del significado de las palabras utilizadas en la expresión. La proposición "algunos solteros son felices", por otro lado, solo es conocible a posteriori, ya que depende de la experiencia del mundo para su justificación. Immanuel Kant sostuvo que la diferencia entre a posteriori y a priori equivale a la distinción entre conocimiento empírico y no empírico.
Dos asuntos centrales para esta distinción tratan del sentido relevante de "experiencia" y de "dependencia". La justificación paradigmática del conocimiento a posteriori consiste en la experiencia sensorial, pero también suelen incluirse en ella otros fenómenos mentales, como la memoria o la introspección. Pero las experiencias puramente intelectuales, como la visión o intuición racional que se utiliza para justificar principios básicos lógicos o matemáticos, normalmente se excluyen. Hay diferentes sentidos en los que se puede decir que el conocimiento depende de la experiencia. Para conocer una proposición, el sujeto tiene que ser capaz de entretener esta proposición, es decir, poseer los conceptos relevantes. Por ejemplo, la experiencia es necesaria para entretener la proposición "si algo es completamente rojo, entonces no es completamente verde" porque los términos "rojo" y "verde" tienen que adquirirse de esta manera. Pero el sentido de dependencia más relevante para la evidencia empírica se refiere al estado de justificación de una creencia. Así, experiencia puede ser necesaria para adquirir los conceptos relevantes en el ejemplo anterior, pero una vez que se poseen estos conceptos, no se necesita más experiencia que proporcione evidencia empírica para saber que la proposición es verdadera, por lo que se considera justificada a priori.

### Empirismo y racionalismo
En su sentido más estricto, el empirismo es la tesis de que todo conocimiento se basa en la experiencia o que toda justificación epistémica surge de la evidencia empírica. Esto contrasta con el punto de vista racionalista, que sostiene que algunos conocimientos son independientes de la experiencia, ya sea porque son innatos o porque se justifican solo por la razón o la reflexión racional. Expresado a través de la distinción entre conocimiento a priori y a posteriori de la sección anterior, el racionalismo afirma que hay conocimiento a priori, que es negado por el empirismo en esta forma estricta. Una dificultad para los empiristas es explicar la justificación del conocimiento perteneciente a campos como las matemáticas y la lógica, por ejemplo, que el 3 es un número primo o que el modus ponens es una forma válida de deducción. La dificultad se debe al hecho de que no parece haber un buen candidato de evidencia empírica que pueda justificar estas creencias. Tales casos han llevado a los empiristas a permitir ciertas formas de conocimiento a priori, por ejemplo, en relación con las tautologías o las relaciones entre nuestros conceptos. Estas concesiones preservan el espíritu del empirismo en la medida en que la restricción a la experiencia todavía se aplica al conocimiento del mundo externo. En algunos campos, como la metafísica o la ética, la elección entre el empirismo y el racionalismo hace una diferencia no solo por cómo se justifica una afirmación determinada, sino también por si está justificada en absoluto. Esto se ejemplifica mejor en la metafísica, donde los empiristas tienden a adoptar una posición escéptica, negando así la existencia del conocimiento metafísico, mientras que los racionalistas buscan la justificación de las afirmaciones metafísicas en las intuiciones metafísicas.

### Evidencia científica
La evidencia científica está estrechamente relacionada con la evidencia empírica. Sin embargo, algunos han argumentado que hay un sentido en el que no toda la evidencia empírica constituye evidencia científica. Una razón para esto es que los estándares o criterios que los científicos aplican a la evidencia excluyen cierta evidencia que es legítima en otros contextos. Por ejemplo, la evidencia anecdótica de un amigo sobre cómo tratar una determinada enfermedad constituye evidencia empírica de que este tratamiento funciona, pero no se consideraría evidencia científica. Otros han argumentado que la definición empirista tradicional de evidencia empírica como evidencia perceptiva es demasiado estrecha para gran parte de la práctica científica, que utiliza evidencia obtenida de varios tipos de equipos no perceptivos.
Un elemento central de la evidencia científica es que se llegó a ella siguiendo el método científico. Pero las personas confían en varias formas de evidencia empírica en su vida cotidiana que no se han obtenido de esta manera y que, por lo tanto, no califican como evidencia científica. Un problema con la evidencia no científica es que es menos confiable, por ejemplo, debido a sesgos cognitivos como el efecto de anclaje, en el que se le da más peso a la información obtenida anteriormente.

### Observación, experimentación y método científico
En la filosofía de la ciencia, a veces se sostiene que hay dos fuentes de evidencia empírica: observación y experimentación.  La idea detrás de esta distinción es que solo la experimentación implica manipulación o intervención: los fenómenos se crean activamente en lugar de observarse pasivamente. Por ejemplo, insertar ADN viral en una bacteria es una forma de experimentación, mientras que estudiar las órbitas planetarias a través de un telescopio pertenece a la mera observación. En estos casos, el biólogo produjo activamente el ADN mutado, mientras que las órbitas planetarias son independientes del astrónomo que las observa. Aplicado a la historia de la ciencia, a veces se sostiene que la ciencia antigua es principalmente observacional, mientras que el énfasis en la experimentación solo está presente en la ciencia moderna y es responsable de la revolución científica. Esto a veces se expresa con la frase de que la ciencia moderna activamente "interroga a la naturaleza". Esta distinción también subyace a la categorización de las ciencias en ciencias experimentales, como la física, y ciencias observacionales, como la astronomía. Aunque la distinción es relativamente intuitiva en los casos paradigmáticos, ha resultado difícil dar una definición general de "intervención" que se aplique a todos los casos, razón por la cual a veces se rechaza rotundamente.